# Ash et Eli
Ash et Eli est un shōnen manga de Mamiya Takizaki, développé directement pour Ki-oon, à l'image de son autre série Element Line, première publication de l'éditeur. Le manga est publié en France depuis  avril 2013.

## Réalisation
Ahmed Agne et Cécile Pournin, fondateurs de Ki-oon, ont proposé à Mamiya Takizaki de créer une nouvelle série inédite dès la fin d'Element Line. Les éditeurs profitent de leurs déplacements au Japon « pour faire une grosse réunion Ash & Eli à chaque fois : pour parler du design des nouveaux personnages, du scénario des chapitres à venir, etc. Mais en dehors de ça, 80% des discussions ont lieu par mails ou par Skype. On reçoit ensuite les éléments à chaque nouveau chapitre. D’abord les story-boards, puis les crayonnés et enfin les planches encrés qu’on fait traduire au fur et à mesure ».

## Liste des volumes
| no | Français          | Français          |
| no | Date de sortie    | ISBN              |
| -- | ----------------- | ----------------- |
| 1  | 11 avril 2013     | 978-2-35592-513-9 |
| 2  | 11 avril 2013     | 978-2-35592-514-6 |
| 3  | 27 juin 2013      | 978-2-35592-545-0 |
| 4  | 23 janvier 2014   | 978-2-35592-576-4 |
| 5  | 25 septembre 2014 | 978-2-35592-727-0 |
| 6  | 31 décembre 2021  | 978-2-35592-852-9 |

### Édition française
Ki-oon
1. 1 2  « Tome 1 »
2. 1 2  « Tome 2 »
3. 1 2  « Tome 3 »
4. 1 2  « Tome 4 »
5. 1 2  « Tome 5 »
6. 1 2  « Tome 6 »